# とんでけブッチー
『とんでけブッチー』はNHK総合テレビの幼児向け番組『おかあさんといっしょ』のコーナー。1971年（昭和46年）4月5日から1974年（昭和49年）3月25日まで放送。

## 概要
『おかあさんといっしょ』の月曜後半のコーナーとして放送されていた物で、原作・飯沢匡、人形デザイン・土方重巳の子供向け着ぐるみ劇、という点では第1作『ブーフーウー』などと同じ流れを汲んでいる。
子供部屋にあるぬいぐるみのブッチー、ペンチー、フトッチーのトリオが熱気球に乗り、オープニングの歌に合わせて部屋に掲げられている4枚の絵のうち1枚の中へと毎週交替で飛び込んでいき、絵の中の世界にいる人達との交流や、またある時は葛藤、といった物語を繰り広げた。15分の枠内で冒険活劇的に着ぐるみ劇が展開された後、再び熱気球に乗り込み、子供部屋に戻って来ると彼らは再びぬいぐるみに、という設定である。
着ぐるみや小さな人形のほか、ペープサートも使われた。
ペンチーは前々作『ダットくん』のピョン子ちゃん以来の女の子キャラクターで、姉妹ではなく友達かつ哺乳類以外の動物（鳥類）が選ばれた初のメインキャラクターとなった。また、フトッチーは歴代人形劇で初めて、男性声優が声を当てた男の子キャラクターである。以後、現在まで「男性声優が声を担当するキャラクター」が各作品に必ず一人以上登場している。さらに、ブッチー役の大山のぶ代は『ブーフーウー』から今作まで全ての作品に出演し、出演数4回は現時点までで歴代最多である。
最初の2年間は訪問先が南方の島、アラビア、江戸時代（と思われる）の日本の城、メキシコの4ケ所で、メキシコではブーフーウーとライバルのオオカミが再登場し、ブッチー達一行と交流するストーリーだった。一方、日本の城では間の抜けたペンギン好きの殿様や家老との交流と一行を付け狙う侍との攻防が描かれた。放送開始から2年後には南方の島とメキシコに替わって、アメリカの岩石砂漠とアルプスの村が新たに登場した。
最終回は2週に分けて放送された。
NHKには映像は現存していない。

## 登場キャラクター

### メインキャラクター
ブッチー
声 - 大山のぶ代
元気な犬の男の子。三角帽子を被っていて、立ち位置は右。トリオの中では最も礼儀正しく、行動も冷静。
ペンチー
声 - 堀絢子
ペンギンの女の子。頭にリボンを着けていて、立ち位置は中央。トリオの紅一点。口やかましく、よくフトッチーと口論になる。
なお、彼女のみ服を着ていない。
フトッチー
声 - 愛川欽也（1971年4月5日から1973年3月26日まで）→ はせさん治（1973年4月2日から1974年3月25日まで）
ブッチーの兄にあたる犬。縞模様の三角ニット帽と服を身に着けていて、立ち位置は左。ブツブツと文句が多く、ややひねくれ者。気球は彼が操縦。

### サブキャラクター
おじいさん
声 - 八木光生
ハンス
声 - 関根信昭
マルガレーテ
声 - 里見京子

### 『ブーフーウー』からのゲストキャラクター
ブー
声 - 小原乃梨子
フー
声 - 三輪勝恵
ウー
声 - 増山江威子
オオカミ
声 - 永山一夫

## 主題歌
「とんでけブッチー」
作詞 - 飯沢匡 作曲 - 小森昭宏 歌 - 木星会

## スタッフ
- 作 - 飯沢匡
- 人形・装置デザイン - 土方重巳
- 人形制作 - 川本喜八郎、 佐藤三郎
- 音楽 - 小森昭宏

## 備考
- 2025年（令和7年）5月現在、定着しつつある、着ぐるみのメインキャラクターが3人以上の作品で、名前が呼ばれたり、書かれたりする順番の2番目が「女の子」、締めが「男性声優が演じるキャラクター」を最初に取り入れた作品である[注釈 8][6][9]。
- メキシコ編でのオオカミの声は本作でも永山一夫が演じた。永山はこの出演を終えて北朝鮮へ移住、その後消息は不明とされていだが、2023年（令和5年）2月23日にライターの尾形敏朗のツイートによると、尾形が黒柳に10数年前に取材した際に永山は故人であり、息子が医者をしているとのこと[21]。